# Paweł Wojda
Paweł Wojda (ur. 7 marca 1993 w Warszawie) – polski zawodnik sumo i polityk, reprezentant Polski młodzieżowców i seniorów, brązowy medalista Igrzysk The World Games, Wrocław 2017, wielokrotny złoty medalista mistrzostw Polski i Europy. Brat bliźniak Tomasza Wojdy.